# Асатиани, Владимир Самсонович
Владимир Самсонович Асатиани (10 сентября 1901, Скобелев — 9 марта 1972, Тбилиси) — советский биохимик, академик АН Грузинской ССР (c 1960).

## Биография
Родился 10 сентября 1901 года в Скобелеве (ныне — Фергана). В 1923 году окончил биохимическое отделение Королевского высшего института экспериментальной агрономии в Перудже (Италия). Начиная с 1923 года Владимир Асатиани работал в политехническом институте в Шарлоттенбурге, в университетах[каких?] Парижа, Страсбурга, Берлина. В 1925 году Владимир Асатиани возвращается в СССР и отправляется в ЗСФСР, где он начинает работать на кафедре органической и физиологической химии Тбилисского университета. С 1931 по 1932 год работает заведующим кафедрой химии Всесоюзного института чая в городе Махарадзе. С 1932 по 1972 год работал в институте фармакохимии Академии наук Грузинской ССР, при этом с 1964 по 1972 год был директором этого института. Одновременно с 1937 по 1972 год заведовал кафедрой органической и судебной химии Тбилисского медицинского института.
Скончался 9 марта 1972 года в Тбилиси.

## Научные работы
Основные научные работы относятся к аналитической химии, химии биологически активных природных соединений, биохимической фармакологии и медицинской ферментологии.